# Faithful Breath
Faithful Breath – niemiecki zespół rockowy i metalowy.
Zespół został utworzony w 1967 r. w Bochum przez byłych muzyków Magic Power Heinza Mikusa (wokal, gitara) i Horsta Stabenova (bas), do których dołączyli Reinhold Immig (gitara), Walter Scheuer (gitara), Ulrich Bock (saksofon) i Jürgen Fischer (perkusja). Nazwa zespołu była pomysłem Georga Grebe (bas), który przez kilka tygodni zastępował Stabenova.
W 1969 r. z grupy odeszli najpierw Immig, a potem Fischer i dopiero dwa lata później ten drugi został zastąpiony przez Jürgena Weritza. W 1972 r. z zespołu odeszli kolejno Bock i Scheuer, przy czym tego drugiego zastąpił Manfred von Buttlar z MAMA WERWOLL (klawisze). Za sprawą von Buttlara zespół skierował się w stronę rocka symfonicznego i w 1973 r. wydali progresywny album Fading Beauty, na którym pojawiła się także Renate Heemann (wokal wspierający). Cztery lata później grupa nagrała singiel Stick in Your Eyes / Back on My Hill, na którym wystąpił także Jürgen Renfordt (wokal), a w 1980 r. album Back on My Hill. The results of this session was the single "S" issued in 1977 and then the full length production "" released in 1980. Po wydaniu drugiego albumu grupa rozwiązała się.
Po rozwiązaniu zespołu Mikus i Stabenov dalej pracowali razem, dołączył do nich również Uwe Otto (perkusja), a grupa posługiwała się dalej nazwą Faithful Breath, pomimo zmiany stylu na heavymetalowy. W 1981 r. wydany został pierwszy album nowego Faithful Breath Rock Lions, zaś Otto odszedł z zespołu, a na wydanym w 1983 r. Hard Breath zastąpił go Jürgen Düsterloh. W kolejnym roku do Faithful Breath dołączył Andy Honig (gitara), a zespół wydał album Gold 'n' Glory. Wkrótce potem z grupy odeszli Stabenov i Honig, a na wydanym w 1985 r. albumie Skol zastąpili ich Thilo Herrmann (gitara) i Peter Dell (bas). W kolejnym roku wyszedł album koncertowy Live, a zaraz potem grupa zmieniła nazwę na Risk.